# Berthold Lasker
Berthold Lasker (31. prosince 1860, Berlinchen – 19. října 1928, Berlín) byl německý lékař, spisovatel a silný šachista.
Narodil se chazanovi Adolfu Laskerovi. Měl o 8 let mladšího bratra, Emanuela Laskera, který se později stal mistrem světa. V letech 1881–1888 studoval medicínu na Humboldtově univerzitě. V této době bydlel v bytě společně se svým bratrem a zasvětil ho do šachového světa.
Společně s bratrem si přivydělávali hraním o peníze. Na začátku 90. let 19. století patřil do šachové dvacítky. V roce 1890 vyhrál společně se svým bratrem turnaj v Berlíně, což byl jeho nejlepší výsledek. V roce 1902 vyhrál šachový šampionát státu New York.